# Viļāni
Viļāni er beliggende i Rēzeknes distrikt i det østlige Letland og fik byrettigheder i 1928. Byen ligger 27 kilometer fra Rēzekne ved den vigtige hovedved der forbinder Riga med Moskva. Før Letlands selvstændighed i 1918 var byen også kendt på sit tyske navn Welonen.